# Bilar (datorspel)
Cars är ett racingspel med en öppen värld, baserat på Disneys film Bilar från 2006. Det publicerades av THQ 2006 till plattformarna Playstation 2, Xbox, Gamecube, Nintendo DS, Playstation Portable, PC, Mac, Game Boy Advance, Wii och Xbox 360.
1. ↑  läs online, www.mobygames.com .[källa från Wikidata]
2. ↑  läs online, www.mobygames.com .[källa från Wikidata]